# واثلة بن الأسقع الليثي
واثلة بن الأسقع  بن عبد العزى بن عبد ياليل بن ناشب بن غيرة بن سعد بن ليث بن بكر بن عبد مناة بن كنانة، الليثي الكناني من قبيلة كنانة. صحابي أسلم سنة 9 هـ، وشهد غزوة تبوك، وكان من فقراء المسلمين، طال عمره وله أحاديث عن النبي.

## سيرته
هو واثلة بن الأسقع  بن عبد العزى بن عبد ياليل بن ناشب بن غيرة بن سعد بن ليث وقيل: واثلة بن عبد الله بن الأسقع، كنيته أبو شداد، وقيل: أبو الأسقع وأبو قرصافة،  أسلم والنبي يتجهز إلى تبوك وقيل: إنه خدم النبي ثلاث سنين. وكان من أصحاب الصفة. أسلم سنة 9 هـ، وشهد غزوة تبوك، وكان من فقراء المسلمين، طال عمره وله أحاديث عن النبي. وفي كنيته أقوال: أبو الخطاب، وأبو الأسقع، وقيل: أبو قرصافة، وقيل: أبو شداد.
قال الواقدي: إن واثلة بن الأسقع كان ينزل ناحية المدينة، حتى أتى رسول الله فصلى معه الصبح، وكان رسول الله إذا صلى الصبح وانصرف فيتصفح وجوه أصحابه، ينظر إليهم، فلما دنا من واثلة أنكره، فقال: من أنت؟ فأخبره، فقال: ما جاء بك قال: أبايع. فقال رسول الله: على ما أحببت وكرهت قال: نعم. فقال رسول الله: فيما أطقت قال واثلة: نعم. وكان رسول الله يتجهز إلى تبوك، ولم يكن لواثلة ما يحمله، فجعل ينادي: من يحملني وله سهمي، فدعاه كعب بن عجرة وقال: أنا أحملك عقبة بالليل، أسوة يدي، ولي سهمك. فقال واثلة: نعم. قال واثلة: فجزاه الله خيراً، كان يحملني عقبي ويزيدني، وكل معه ويرفع لي، حتى إذا بعث رسول الله خالد بن الوليد إلى أكيدر الكندي بدومة الجندل، خرج كعب وواثلة معه فغنموا، فأصاب واثلة ست قلائص، فأتى بها كعب بن عجرة فقال: اخرج فانظر إلى قلائصك. فخرج كعب وهو يتبسم ويقول: بارك الله لك، ما حملتك وأنا أريد آخذ منك شيئاً.
ثم سكن البصرة. وله بهادار، ثم سكن الشام على ثلاثة فراسخ من دمشق بقرية البلاط وشهد فتح دمشق، وشهد المغازي بدمشق وحمص، ثم تحول إلى فلسطين، ونزل بيت المقدس، وقيل: بيت جبرين.
روى عنه أبو إدريس الخولاني، وشداد بن عبد الله أبو عمار، وربيعة بن يزيد القصير، وعبد الرحمن بن أبي قسيمة، ويونس بن ميسرة.
توفي سنة ثلاث وثمانين، وهو ابن مائة وخمس وسنين. وقال أبو مسهر: مات سنة خمس وثمانين، وهو ابن ثمان وتسعين سنة. وقيل: توفي ببيت المقدس، وقيل: بدمشق. وكان قد عمي. وكان يصفر لحيته.